# Censo argentino de 1991
El Censo Nacional de Población, Hogares y Viviendas del año 1991 de la República Argentina se llevó a cabo el día 15 de mayo de 1991 bajo la presidencia de Carlos Menem. Este censo debía realizarse en 1990, pero debido a cuestiones presupuestarias, ya que en ese momento estaba atravesando una gran crisis económica con un proceso hiperinflacionario, se pospuso para el año siguiente.
Uno de los principales objetivos del censo fue describir a través de sus resultados la evolución de las características más destacables de la población durante la última centuria del siglo XX. Además asumió entre sus prioridades la búsqueda de una fluida interacción con la población en general y con los usuarios en particular. Por lo que se procuró su participación activa en las etapas de formulación y recolección de los datos, como así también se promovió el uso de sus resultados.
El Censo 1991 consistió en un relevamiento de hecho; esto significa que fueron censadas las personas que se encontraban presentes en el hogar a la hora cero del día del censo, residieran habitualmente o no en esa vivienda. Para la recolección de los datos se utilizó el procedimiento de la entrevista directa.

## Estadísticas

### Población por provincias
| Jurisdicción           | Población  |
| ---------------------- | ---------- |
| Buenos Aires           | 12 594 974 |
| Catamarca              | 264 234    |
| Chaco                  | 839 677    |
| Chubut                 | 357 189    |
| Ciudad de Buenos Aires | 2 965 403  |
| Córdoba                | 2 766 683  |
| Corrientes             | 795 594    |
| Entre Ríos             | 1 020 257  |
| Formosa                | 398 413    |
| Jujuy                  | 512 329    |
| La Pampa               | 259 996    |
| La Rioja               | 220 729    |
| Mendoza                | 1 412 481  |
| Misiones               | 788 915    |
| Neuquén                | 388 839    |
| Río Negro              | 506 772    |
| Salta                  | 866 159    |
| San Juan               | 528 715    |
| San Luis               | 286 458    |
| Santa Cruz             | 159 839    |
| Santa Fe               | 2 798 422  |
| Santiago del Estero    | 671 988    |
| Tierra del Fuego       | 69 369     |
| Tucumán                | 1 142 105  |
| Total del país         | 32 615 528 |

### Datos adicionales
- Cantidad de varones: 15.934.038
- Cantidad de mujeres: 16.677.549

### Ciudades con mayor población
Según los resultados de este censo, las ciudades y/o conglomerados urbanos que registran el mayor número de población son las siguientes: 
1. Gran Buenos Aires (11.297.987 hab.)
2. Gran Córdoba (1.208.554 hab.)
3. Gran Rosario (1.118.901hab.)
4. Gran Mendoza (773.113 hab.)
5. Gran La Plata (642.802 hab.)
6. Gran San Miguel de Tucumán (622.324 hab.)
7. Mar del Plata (512.809 hab.)
8. Gran Santa Fe (406.388 hab.)
9. Gran Salta (370.904 hab.)
10. Gran San Juan (352.691 hab.)